# NGC 7320
NGC 7320 est une galaxie spirale relativement rapprochée, composante du Quintette de Stephan et située dans la constellation de Pégase. Sa vitesse par rapport au fond diffus cosmologique est de 448 ± 23 km/s, ce qui correspond à une distance de Hubble de 6,6 ± 0,6 Mpc (∼21,5 millions d'al). NGC 7320 a été découverte par l'astronome français Édouard Stephan en 1873.
La classe de luminosité de NGC 7320 est IV et elle présente une large raie HI. Elle renferme également des régions d'hydrogène ionisé (HII).
NGC 7320 est membre du groupe compact de Hickson 92 (HCG 92) et figure dans l'atlas des galaxies particulières d'Halton Arp sous la cote Arp 319,.
À ce jour, 19 mesures non basées sur le décalage vers le rouge (redshift) donnent une distance de 13,700 ± 2,380 Mpc (∼44,7 millions d'al), ce qui est à l'extérieur des valeurs de la distance de Hubble.

## NGC 7320 et le Quintette de Stephan

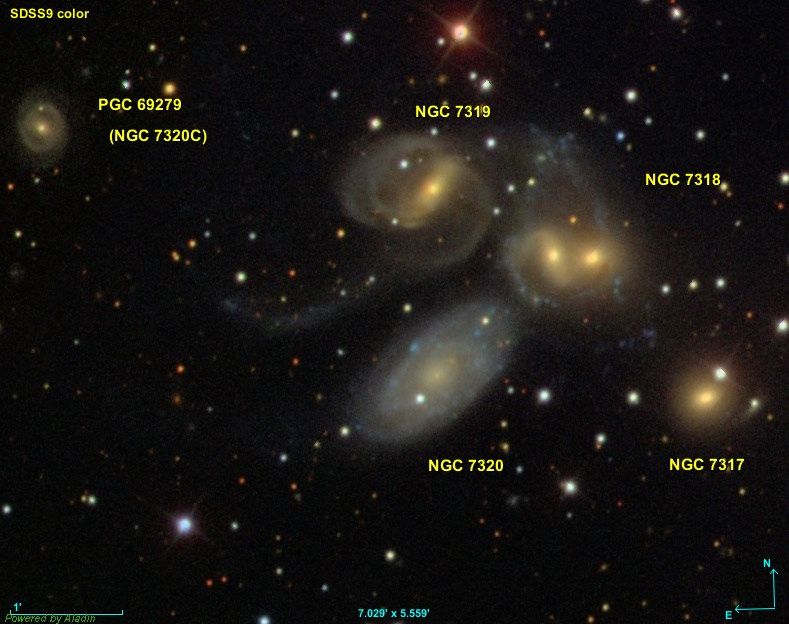
Vue des différents membres du Quintette de Stephan (image SDSS).

NGC 7320 est un membre apparent du Quintette de Stephan, un groupe compact de galaxies en interaction gravitationnelle. En réalité, NGC 7320 ne possède aucun lien physique avec le reste du groupe, car étant située devant ce dernier, au premier plan.
La distance de Hubble de NGC 7320 est égale à 6,6 ± 0,6 Mpc (∼21,5 millions d'al), là où celle du groupe en arrière-plan est de 90,25 ± 6,33 Mpc (∼294 millions d'al).

## Groupe de NGC 7331
Selon A. M. Garcia, NGC 7320 est membre du groupe de galaxies de NGC 7331, une galaxie spirale située à proximité du Quintette dans le ciel terrestre. Selon cet auteur, le groupe de NGC 7331 renferme au moins cinq membres, soit NGC 7320, NGC 7331, NGC 7363, UGC 12060 et UGC 12082. Cependant, NGC 7363 pose un problème. Selon sa distance de Hubble, elle ne fait pas partie de ce groupe, alors que selon les mesures indépendantes du décalage vers le rouge, elle en fait partie (voir Groupe de NGC 7331).

## Galerie

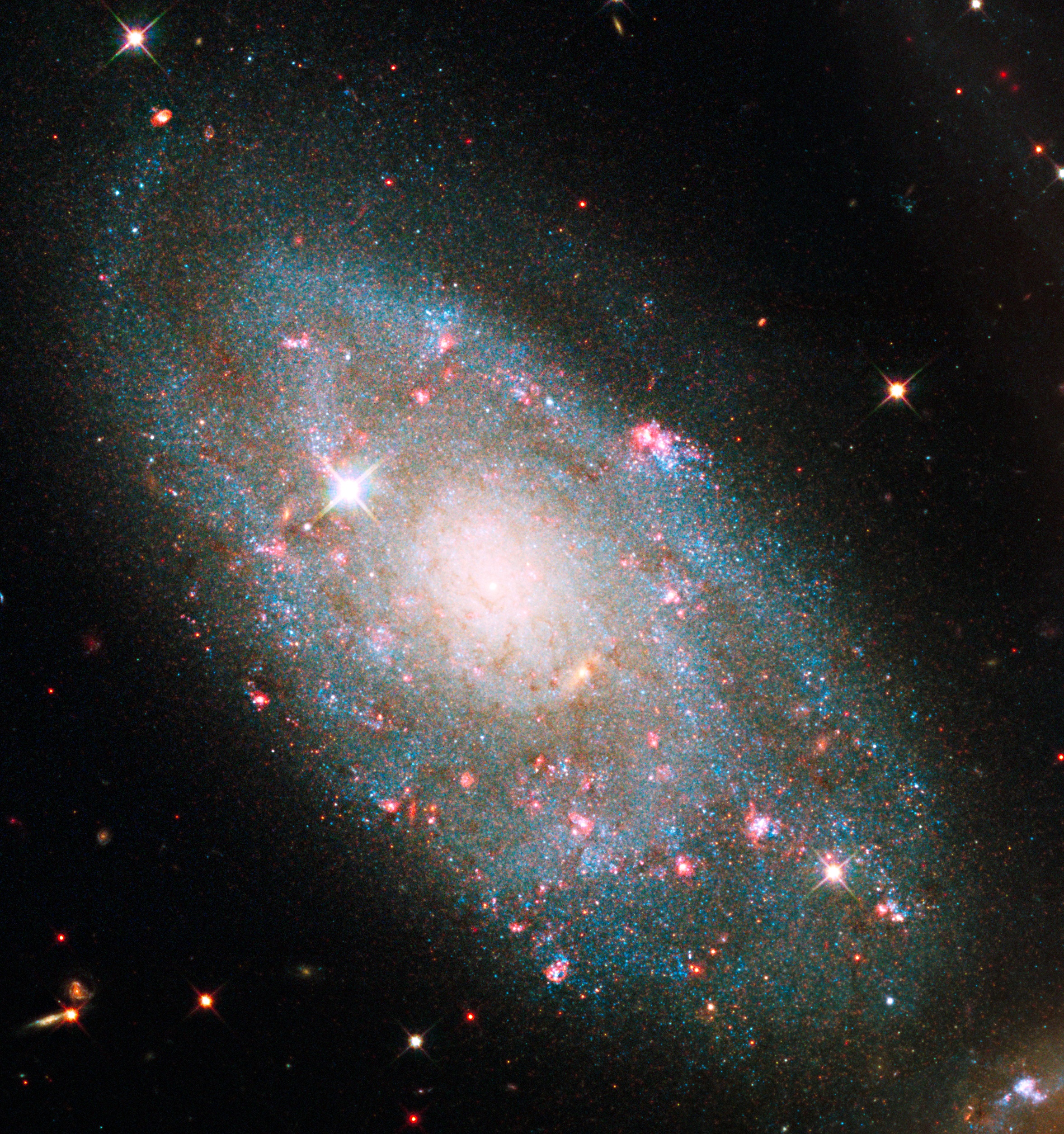
NGC 7320 imagée par le télescope spatial Hubble.
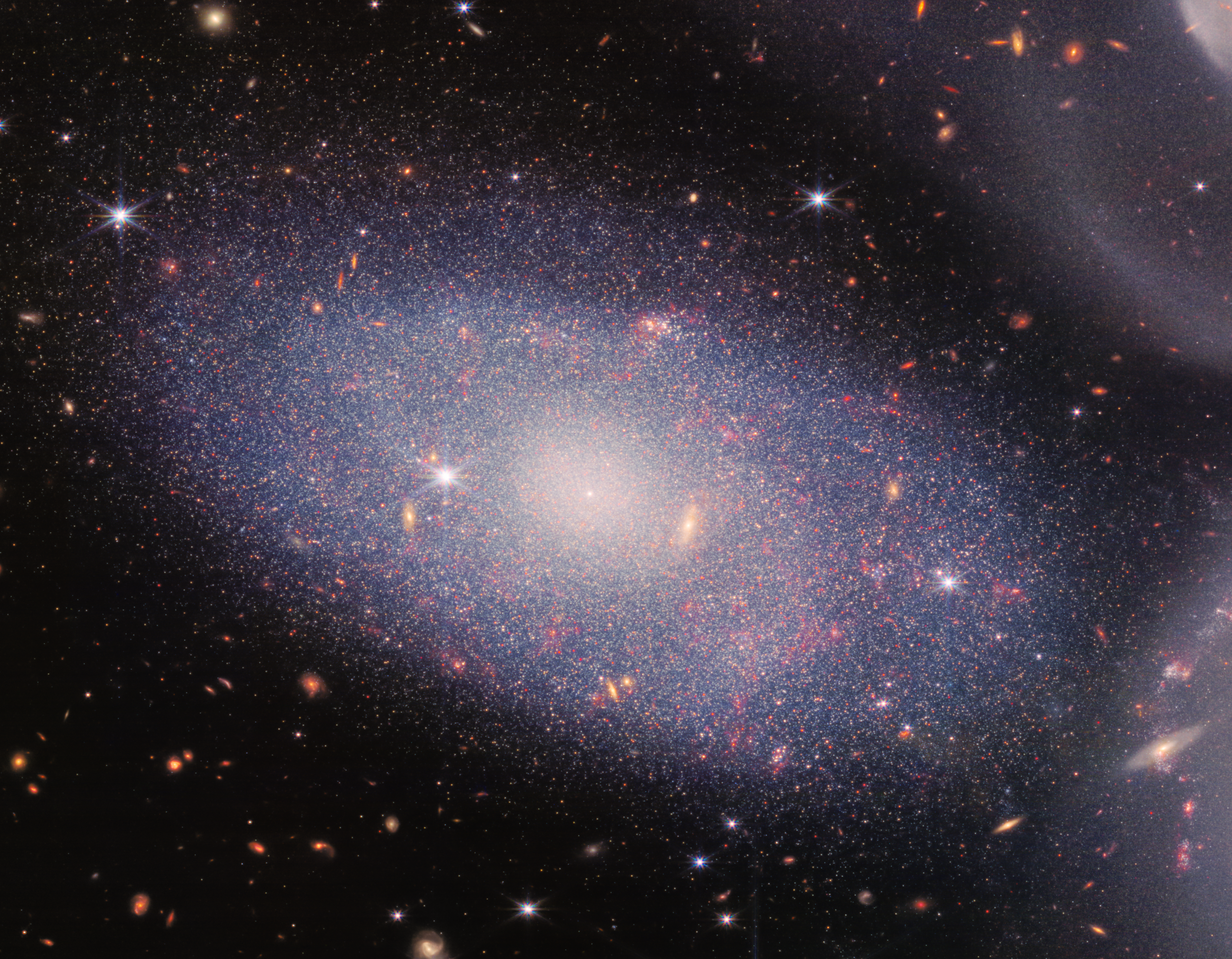
NGC 7320 imagée par l'instrument NIRCam du télescope spatial James Webb (2022).
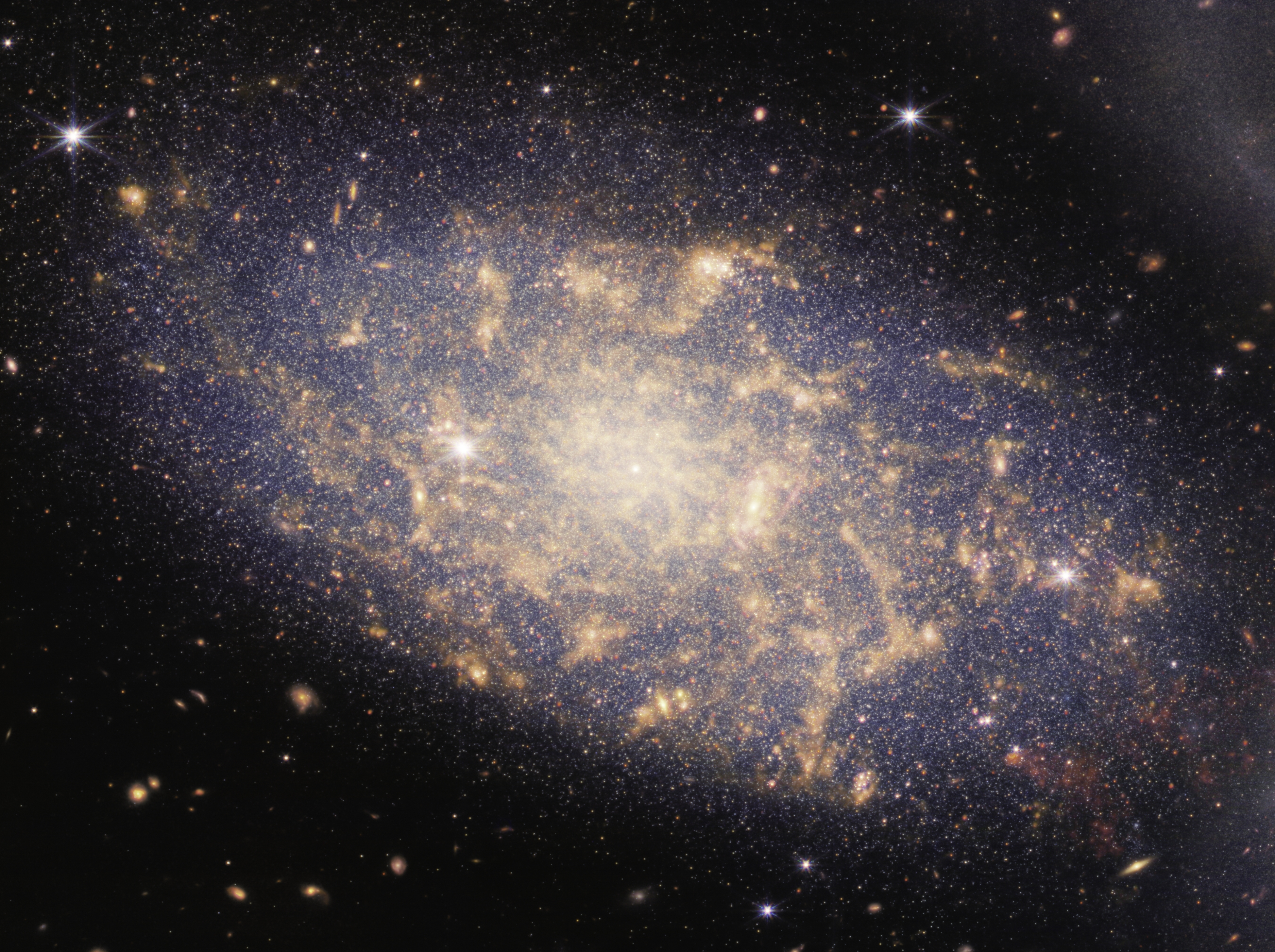
Autre image réalisée par le télescope James Webb (instruments NIRCam et MIRI).